# Kleinglockner
Kleinglockner (3770 m n. m.) je hora ve Vysokých Taurách v Rakousku. Nachází se ve skupině Glockneru na hranicích mezi spolkovými zeměmi Tyrolskem a Korutany. Leží v těsné blízkosti nejvyšší rakouské hory Großglockner (80 m jihozápadně), od které je oddělena mělkým sedlem Obere Glocknerscharte. Protože prominence vrcholu je pouze 17 m, nebývá obvykle uzváván za samostatný vrchol, ale spíše je označován jako vedlejší vrchol Großglockneru.
Na vrchol jako první vystoupili 25. srpna 1799 Martin Klotz, Sepp Klotz, Sigmund von Hohenwart, Johann Zopoth a dva tesaři.
Na vrchol lze vystoupit nejlépe od chaty Erzherzog-Johann-Hütte. Přes vrchol vede výstupová trasa na Großglockner.